# (160148) 2001 KV76
(160148) 2001 KV76, também escrito como (160148) 2001 KV76, é um objeto transnetuniano (TNO) que está localizado no disco disperso, uma região do Sistema Solar. O mesmo tem um diâmetro com cerca de 121 km, por isso existem poucas chances que possa ser classificado como um planeta anão, devido ao seu tamanho relativamente pequeno.

## Órbita
A órbita de (160148) 2001 KV76 tem uma excentricidade de 0.505, possui um semieixo maior de 69.380 UA. O seu periélio leva o mesmo a uma distância de 34.377 UA em relação ao Sol e seu afélio a 104.384 UA.